# پارک ریور (داکوتای شمالی)
پارک ریور(به انگلیسی: Park River) شهری در ایالت داکوتای شمالی کشور ایالات متحده آمریکا است که جمعیت آن در سرشماری سال ۲۰۱۰ میلادی، ۱٬۴۰۳ نفر بوده‌است.